# Stylidium maritimum
Stylidium maritimum är en tvåhjärtbladig växtart som beskrevs av A. Lowrie, D.J. Coates och K.F. Kenneally. Stylidium maritimum ingår i släktet Stylidium och familjen Stylidiaceae. Inga underarter finns listade i Catalogue of Life.